# Sclafani Bagni
Sclafani Bagni est une commune italienne de la province de Palerme, dans la région Sicile.

## Géographie
La commune est située sur le territoire du parc naturel régional des Madonie.

## Administration
| Période                                  | Période | Identité | Étiquette | Qualité |
| ---------------------------------------- | ------- | -------- | --------- | ------- |
|                                          |         |          |           |         |
| Les données manquantes sont à compléter. |         |          |           |         |

### Communes limitrophes
Alia, Aliminusa, Caccamo, Caltavuturo, Castronovo di Sicilia, Cerda, Montemaggiore Belsito, Polizzi Generosa, Scillato, Valledolmo, Vallelunga Pratameno.